# St. Luke's Medical Center
St. Luke's Medical Center is een ziekenhuis in Quezon City en Taguig, Metro Manilla. Het ziekenhuis staat bekend als een van de meest vooraanstaande van de Filipijnen en was ook het eerste ziekenhuis in het land en het tweede in Azië dat geaccrediteerd werd door de Joint Commission International (JCI).
St. Luke’s werd in 1903 opgericht onder de naam Dispensary of St. Luke the beloved Physician door Amerikaanse missionarissen als gratis kliniek ten behoeve van medicijnvoorziening voor de armen. In 1905 een ziekenzaal met 9 bedden toegevoegd aan de kliniek. In 1912 werd de naam veranderd in St. Luke's Hospital. In 1975 werd het centrum omgevormd tot een onafhankelijk ziekenhuis zonder winstoogmerk. In 1984 kreeg het ziekenhuis de huidige naam. Tegenwoordig heeft het ziekenhuis zo'n 650 bedden verspreid over negen instituten, dertien departementen en negentien centrums. In totaal heeft het ziekenhuis zo'n 1700 medische specialisten in dienst waarmee het ziekenhuis in de Filipijnen op bijna alle medische specialismen de meest vooraanstaande medische instelling is. 